# Pierre Paul Prud'hon
Pierre-Paul Prud'hon, nato Pierre Prudon (Cluny, 4 aprile 1758 – Parigi, 14 febbraio 1823), è stato un pittore e disegnatore francese romantico noto per i suoi dipinti allegorici e i ritratti.
Prud'hon fu influenzato dal neoclassicismo e dal romanticismo. Fu apprezzato da artisti e scrittori come Stendhal, Delacroix, Millet e Baudelaire per i suoi chiaroscuri e per il suo convincente realismo; la sua opera più famosa è probabilmente la Crocifissione (1822) dipinta per la cattedrale di Santo Stefano a Metz e oggi esposta al Louvre di Parigi.

## Biografia

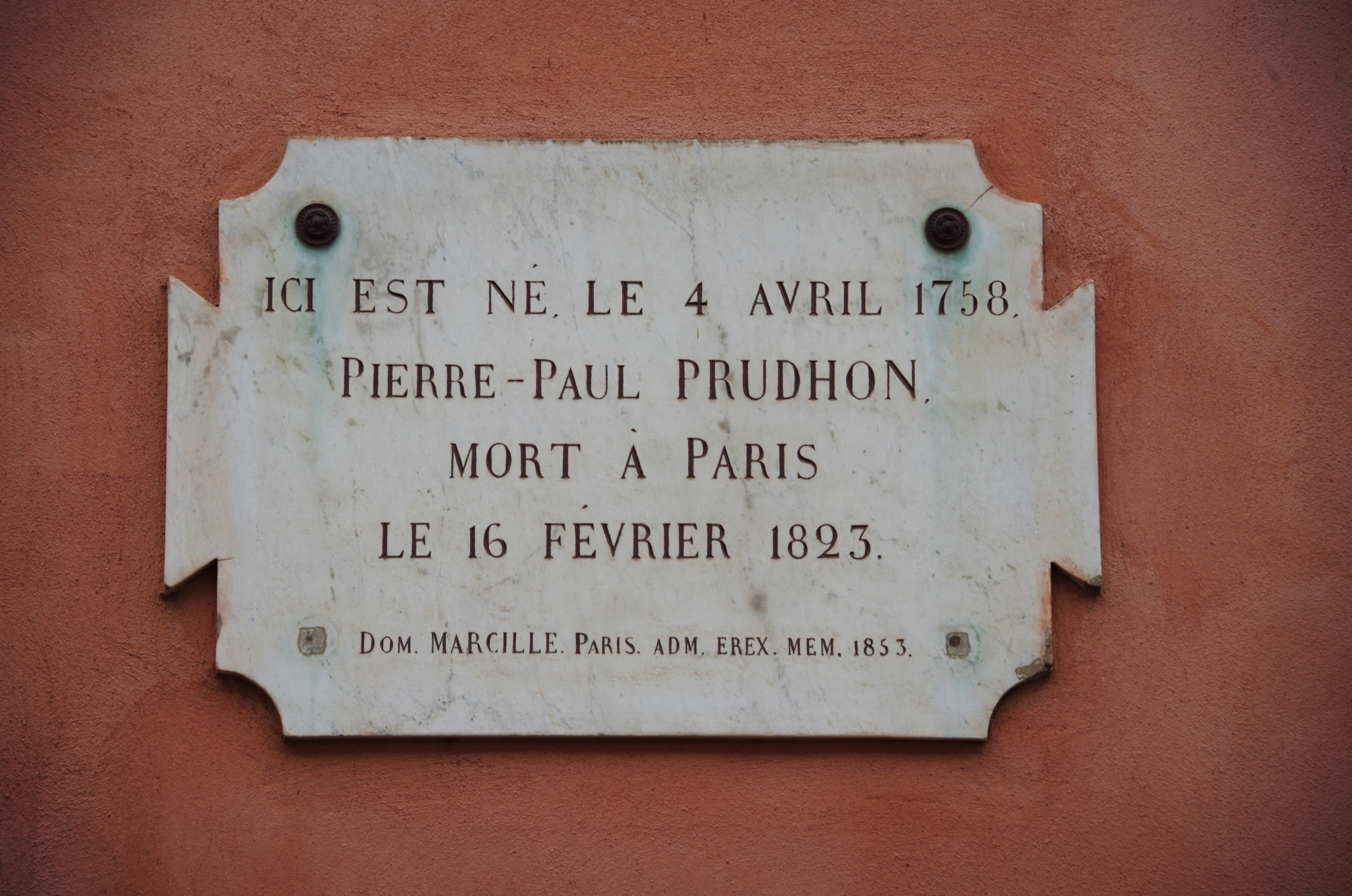
La targa posta sulla casa di nascita di Prud'hon, a Cluny.

Pierre-Paul Prud'hon nacque a Cluny, il 4 aprile del 1757, settimo e ultimo figlio di Christophe Prudon, un mastro scalpellino, e di Françoise Piremol. Notato dal curato di Saint-Marcel, l'abate Besson, egli studiò presso i monaci di Cluny.

### Formazione
All'età di sedici anni gli venne assegnata una borsa di studio per andare alla scuola di pittura di Digione. Nel 1776, non riuscì a vincere il premio di Roma organizzato dalla provincia borgognona, ma ottenne il primo premio di pittura al concorso annuale della scuola. Fino al 1778 studiò presso François Devosge, il direttore della scuola il cui lavoro ispirato a Bouchardon e Greuze influenzò le sue prime opere. Egli lavorò per un mecenate locale, il barone di Joursanvault, ammiratore di Rousseau e delle idee sulla sua virtù, la natura e la libertà.
A diciannove anni, sposò Jeanne Pennet, la figlia di un notaio, il 17 febbraio del 1778. Questo matrimonio non fu molto felice ma ebbe un primo figlio, Jean, nato il 26 febbraio del 1778, che diventerà anche lui un pittore e incisore.
Egli continuò i suoi studi e, nel 1780, si recò a Parigi, dove si rivolse all'incisore Wille per il barone di Joursanvault, che fu anche il suo benefattore, e per il quale illustrò un Méthode de basse e un Méthode de blason. A Parigi ebbe un legame con una famiglia, i Fauconnier, la cui figlia, Marie, si innamorò di lui. Nell'apprendere che egli era sposato, tuttavia, ella si allontanò da lui. Egli strinse amicizia con Maximilien de Robespierre. Secondo i fratelli Goncourt, nel 1781 fece scrivere il proprio cognome come "Prud'hon" e scelse "Paul" come secondo nome, riferendosi a Rubens. Come studente dell'accademia reale di pittura, non ottenne che una medaglia trimestrale.
Nel 1783, tornato a Digione, gareggiò nuovamente per il premio di Roma regionale degli stati della Borgogna, lo vinse e partì per Roma con il suo compagno Pierre Petitot. Eppure, nonostante la sollecitudine del cardinale de Bernis e dei suoi amici Canova e Quatremère de Quincy, egli visse nella solitudine, nella melancolia e talvolta nell'imbarazzo. Come omaggio per la famiglia di Condé che allora governava la Borgogna, realizzò per il palazzo Ducale a Digione la sua prima grande composizione, una Gloria della Borgogna, un'interpretazione del soffitto del palazzo Barberini di Pietro da Cortona. Viaggiò in Italia dal 1784 al 1788 e fece studi numerosi dalle opere antiche, a cui farà riferimento per tutta la sua carriera.

### Gli anni difficili

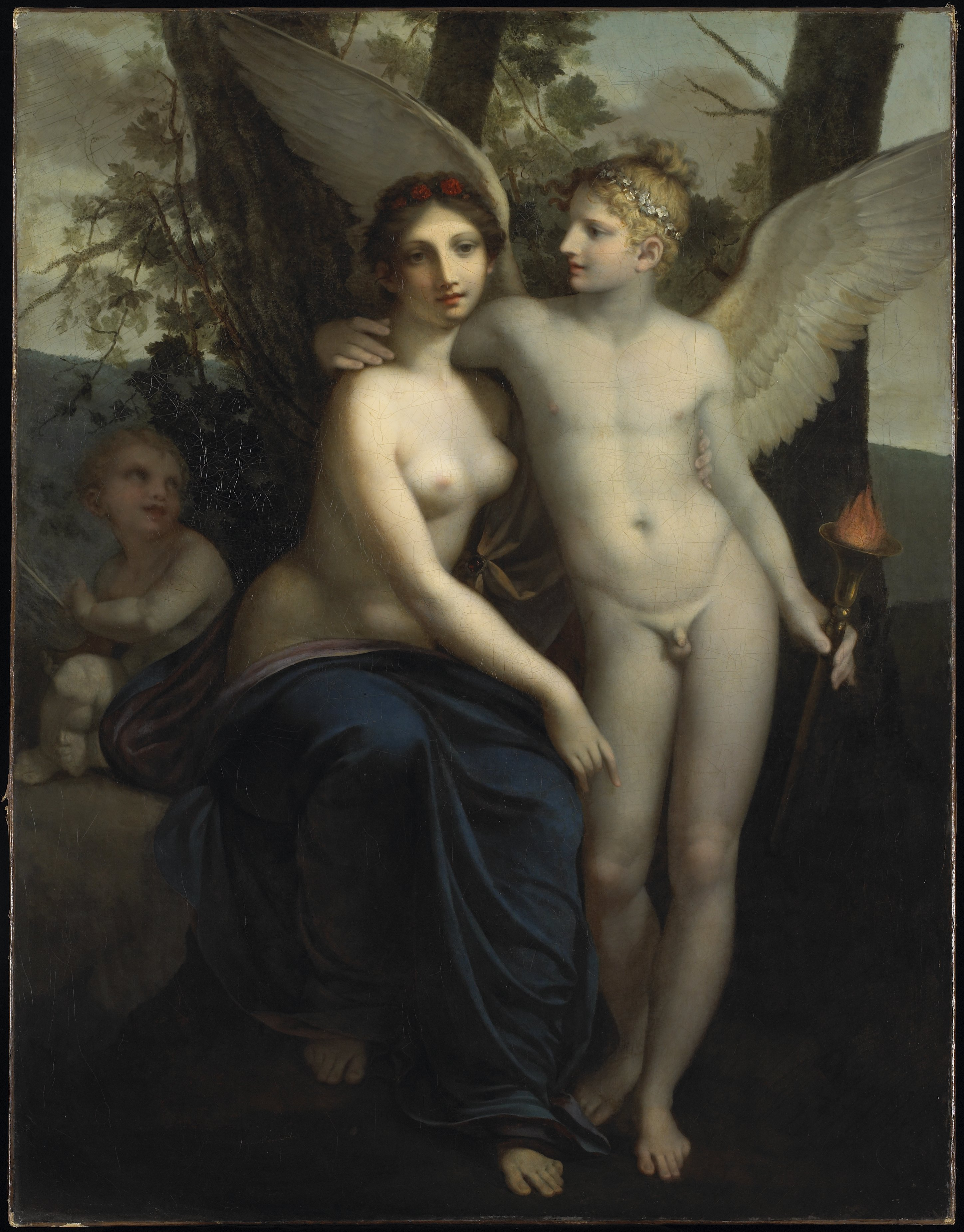
L'unione dell'amore e dell'amicizia (1793 circa), Minneapolis Institute of Art

Ammalatosi, rinunciò al prolungamento del suo soggiorno e rientrò all'inizio del 1788. Per ripagare un debito di famiglia, lavorò per alcuni mesi a Lione come assistente del pittore di fiori Gonichon. Nel dicembre del 1788 si trovava a Parigi, dove sua moglie lo raggiunse e dove nacquero due dei suoi figli tra il 1791 e il 1793. Furono degli anni difficili per la famiglia. Non espose che un disegno al Salone del 1791, Le Génie de la Liberté (Cambridge, Fogg Art Museum). Due anni dopo presentò il suo primo olio su tela, L'unione dell'amore e dell'amicizia (Minneapolis Institute of Art). Egli acquisì una certa fama con qualche quadro allegorico tradotto su incisione dal Copia. Adottò molto in fretta gli ideali rivoluzionari e dipinse i ritratti di Cadet de Gassicourt (1791, museo Jacquemart-André) e quello di Saint Just (1793, museo di belle arti di Lione). Come la maggior parte degli artisti del tempo, nel 1794 partecipò al concorso dell'anno II, organizzato da Quatremère de Quincy e David per fornire delle commissioni agli artisti. Come loro, si rifugiò nell'allegoria per evitare gli eventi rivoluzionari di un'attualità troppo scottante.
La sua amicizia con Robespierre lo obbligò a lasciare Parigi con la sua famiglia ed egli andò a vivere a Rigny, nei pressi di Gray, nella Franca Contea, dal 1794 al 1796. Allora visse di ritratti e di illustrazioni per l'editore e tipografo Pierre Didot, come per La nuova Eloisa di Jean-Jacques Rousseau o il romanzo di Longo Dafni e Cloe.
Eletto membro associato dell'Istituto nel 1796, ritornò dunque a Parigi, dove la sua carriera conobbe un nuovo sviluppo. Il Louvre mise a sua disposizione uno studio per realizzare La Saggezza e la Verità discendono sulla Terra dal 1798 al 1799. Tra il 1798 e il 1801 decorò l'hôtel particulier acquistato nel 1797 da un rifornitore degli eserciti, Marc-Antoine de Lannoy, nel nuovo quartiere di rue de la Chaussée-d'Antin. Questo hôtel che vide nascere il futuro Napoleone III venne distrutto alla fine del XIX secolo, ma molti pannelli sono conservati al Louvre a Chantilly.

### Gli anni felici
Nel 1802, Prud'hon si trasferì dal Louvre, come molti artisti che vi erano stati ospitati. Si stabilì in uno degli atelier allestiti sotto la denominazione di "museo degli artisti" alla Sorbona, dove avrebbe dimorato per vent'anni. Si separò definitivamente dalla moglie e dipinse un soffitto per le sale antiche del Louvre intitolato Diane prie Jupiter de ne pas l'assujetir à l'hymen. La pittrice Constance Mayer, nata nel 1775, studente di Suvée e di Greuze, divenne la sua compagna e crebbe i suoi figli. Ella collaborò con lui su vari progetti e realizzò delle opere tratte dagli studi o dagli schizzi di Prud'hon, che ella espose al Salone dal 1804 al 1819.
Divenuto il pittore preferito della casa imperiale del primo Impero, nel 1808 dipinse La Giustizia e la Vendetta divina che perseguitano il Crimine e venne nominato cavaliere della Legion d'onore il 22 ottobre del 1808. Nel 1811, venne nominato professore di disegno della sovrana e realizzò il ritratto del piccolo re di Roma, presentato al Salone del 1812.

### Ultimi anni

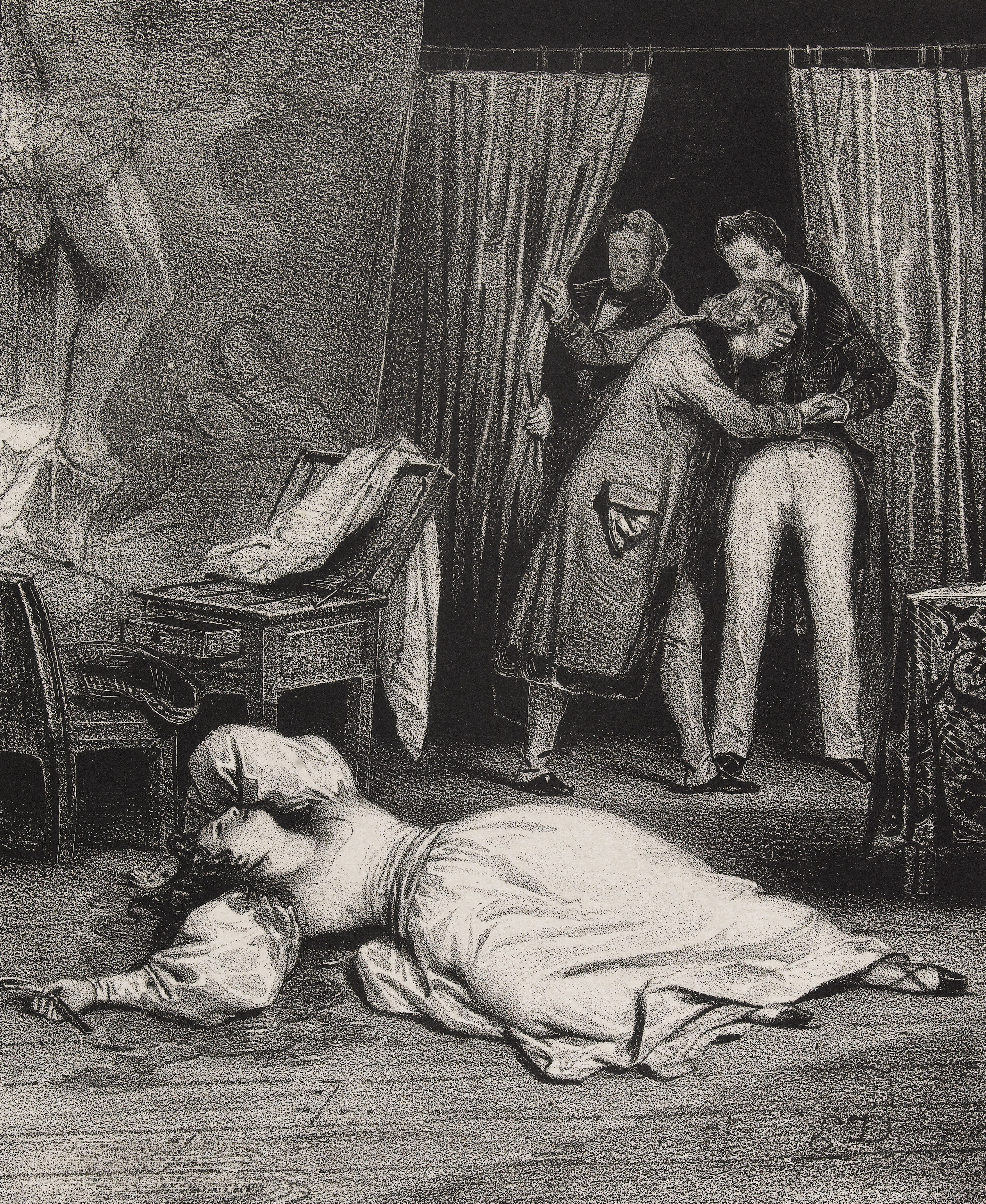
Prud'hon che scopre il cadavere di Constance Mayer in una litografia di Eugène Devéria, pubblicata su L'Artiste nel 1831

La caduta dell'impero segnò la fine degli anni felici. Nel 1816 alla fine venne eletto membro dell'Accademia di belle arti, alla cattedra numero 3 della sezione di pittura, come successore di François-André Vincent, e ricevette alcune commissioni per il Senato e la chiesa della Maddalena. Durante la Restaurazione si dedicò solo ai ritratti e ai dipinti religiosi.
Il 26 maggio del 1821, Constance Mayer, caduta in depressione, si uccise, e il dolore di Prud'hon fu profondo. Egli finì il dipinto che lei aveva lasciato incompiuto, Une famille malheureuse, e lo espose al Salone del 1822. La sua ultima opera importante, L'anima infrange i legami che l'avvincono alla Terra, resta incompiuta.
Pierre-Paul Prud'hon morì nel 1823 e venne sepolto a Parigi, al cimitero di Père-Lachaise, accanto a Constance Mayer.

## Eredità
Delacroix vedeva in lui colui che aveva saputo resistere al neoclassicismo ufficiale e i romantici ne fecero il loro martire. Venne apprezzato da Stendhal, Balzac, Millet e Baudelaire per la qualità del suo chiaroscuro e il suo realismo sottile. Molte sue opere furono tradotte in incisioni dal suo collega Jacques-Louis Copia, mentre Antoine François Gelée venne premiato con una medaglia al Salone del 1842 per la sua interpretazione del dipinto La Giustizia e la Vendetta divina che perseguitano il Crimine.
Una via nel centro di Digione porta il suo nome, così come una nel sedicesimo arrondissement di Parigi, l'avenue Prudhon, all'interno del giardino di Ranelagh.
Une via di Cluny porta il suo nome. Vi si trova un busto bronzeo dell'artista, fuso nel 1923. Anche un collegio di questa stessa città porta il suo nome.

## Opere
Privilegiando le nudità allegoriche, egli adottò un tocco vaporoso e un modellato fuso ispirato a Leonardo da Vinci e al Correggio. Contrastando con il neoclassicismo di David, che usava una linea netta, i suoi tratti testimoniano l'emergere della sensibilità romantica.
Tra il 1804 e il 1806, Prud'hon lavorò a una commissione ufficiale del prefetto della Senna Frochot per il palazzo di giustizia, La Giustizia e la Vendetta di Dio perseguitano il Delitto (museo del Louvre). Nello stesso periodo dipinse il ritratto di Talleyrand nel 1807 e la Psiche portata in volo dagli Zefiri (Salone del 1808, Louvre) per il conte Sommariva, un ricco appassionato milanese e mecenate di Prud'hon.
Egli fece il ritratto dell'imperatrice Giuseppina nel 1805 (conservato a Parigi, al museo del Louvre), e grazie, a Frochot, realizzò delle commissioni importanti per delle decorazioni effimere per delle feste e degli eventi come l'incoronazione di Napoleone nel 1805 e il matrimonio dell'imperatore con Maria Luigia d'Austria nel 1810. Fu sempre a lui che la città si rivolse per fornire i modelli dei mobili di vermeil destinati alla giovane imperatrice Maria Luigia nel 1810 e per la culla del re di Roma nel 1811. I disegni ne restituiscono l'aspetto.

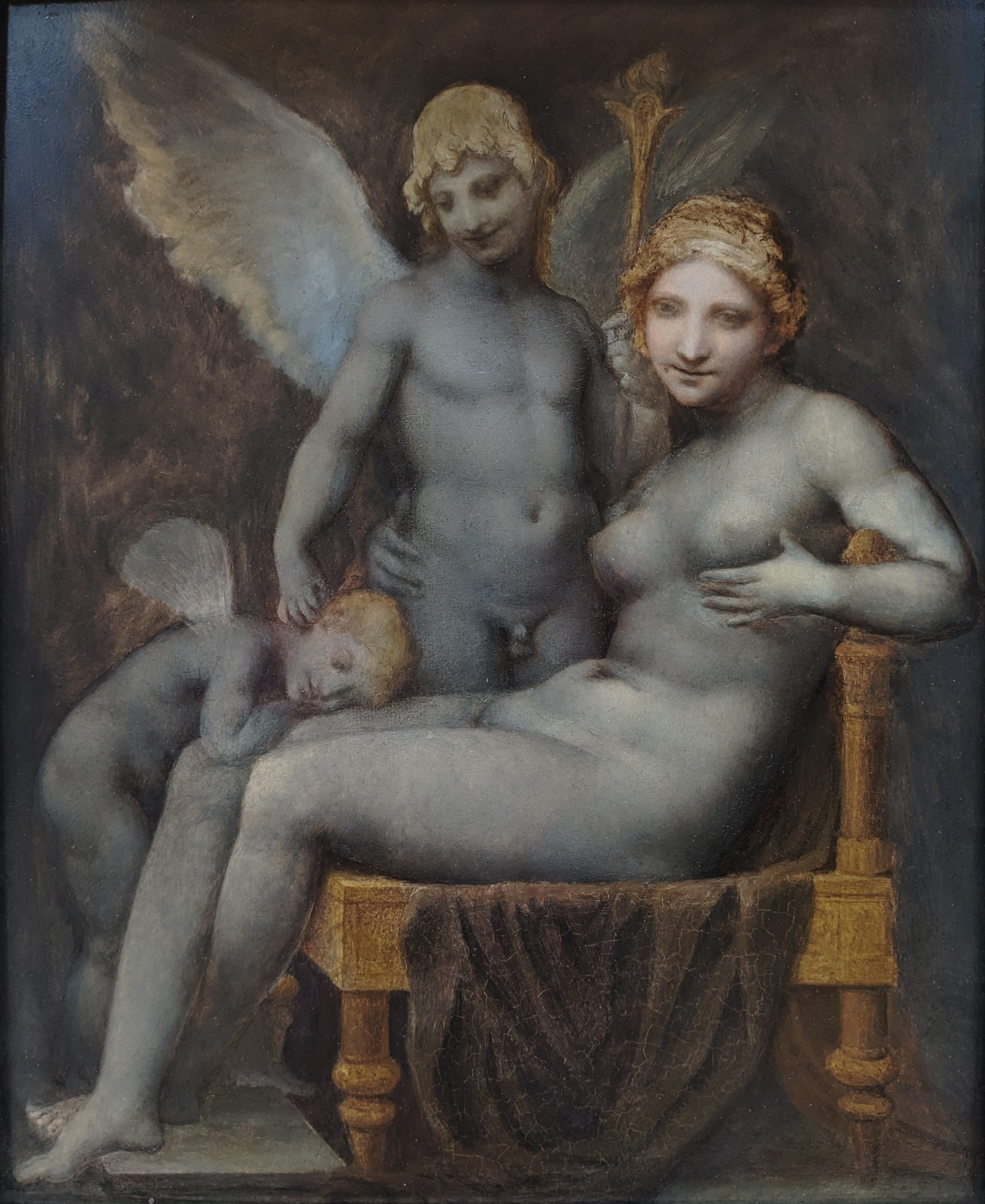
Venere, Imene e Amore (1793 circa), museo del Louvre, Parigi

- Apothéose du baron de Joursanvault (1780), olio su carta montata su tela, 43 × 32 cm, museo delle belle arti di Digione[16]
- Ritratto dello scultore Pierre Petitot (1785-1788), olio su tela, 33 × 24 cm, museo delle belle arti di Digione[17]
- Ritratto di François Devosge (1788), olio su tela, 81 × 65 cm, museo delle belle arti di Digione[18]
- Plafond à la gloire du prince de Condé, gouverneur de Bourgogne (1786-1787), olio su tela, 812 × 408 cm, museo delle belle arti di Digione[19]
- Ritratto dello scultore Nicolas Bornier (1788), olio su tela, 42 × 34 cm, museo delle belle arti di Digione[20]
- Testa di giovane donna (1790 circa), olio su legno, 45 × 34 cm, museo delle belle arti di Digione[21]
- Chiots (anni 1790), olio su tavola di legno da frutto, 21 × 16 cm, Wallace Collection, Londra
- Charles Louis Cadet de Gassicourt (1769-1821) (1791), museo Jacquemart-André, Parigi[22]
- Ritratto di Saint-Just (1793), olio su legno, 50 × 39 cm, museo di belle arti di Lione[7]
- Venere, Imene e Amore (1793 circa), olio su legno, 44 × 23 cm, museo del Louvre, Parigi
- L'unione dell'amore e dell'amicizia (1793 circa), 147 × 114 cm, Minneapolis Institute of Art[23]
- Ritratto di François Musard (1794), olio su tela, 89 × 58 cm, museo delle belle arti di Digione[24]
- Marie-Marguerite Lagnier (1796), olio su tela, 65 × 54 cm, museo del Louvre, Parigi[25]
- Madame Georges Anthony con i suoi bambini (1796), olio su tela, 98 × 81 cm, Museo di belle arti di Lione
- Ritratto di Mademoiselle de Vellefrey (1796), olio su tela, 79 × 68 cm, museo delle belle arti di Digione[26]
- Ritratto di Georges Anthony (1796), olio su tela, 99 × 82 cm, museo delle belle arti di Digione
- Monumento a Papa Clemente XIV di Antonio Canova (1787), olio su tela, 90,5 × 60 cm, museo del Louvre, Parigi[27]
- Arti, Ricchezza, Piacere e Filosofia (1798-1801), schizzi, quattro oli su tela montata su legno, 29 × 39 cm, museo Fabre, Montpellier
- Diane implorant Jupiter de ne pas l'assujettir aux lois de l'Hymen (1803), soffitto della sala di Diana, museo del Louvre, Parigi[28]
- La Saggezza e la Verità discendono sulla Terra (Salone del 1799), olio su tela commissionato per la galleria dei pittori viventi alla reggia di Versailles, museo del Louvre, Parigi[29]
- Ritratto di Rutger Jan Schimmelpenninck e la sua famiglia (1801-1802), olio su tela, 263 × 1200 cm, Rijksmuseum, Amsterdam[30]

### Nell'atelierdella Sorbona

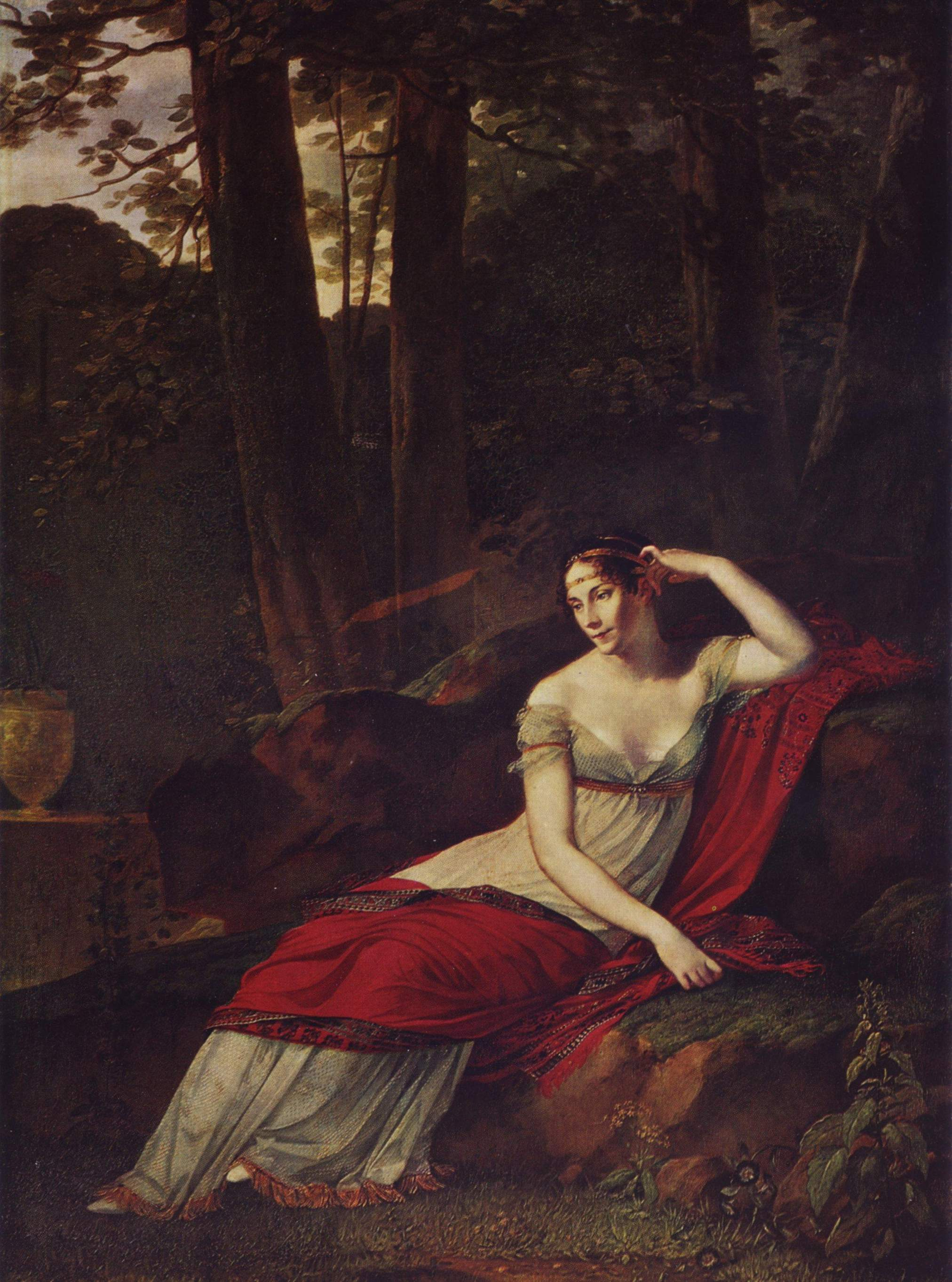
Ritratto di Giuseppina di Beauharnais di Pierre Paul Prud'hon (1805), Louvre, Parigi

- Ritratto di Giuseppina di Beauharnais (1805), olio su tela, 244 × 179 cm, museo del Louvre, Parigi
- Ritratto di Giuseppina di Beauharnais (1805-1809), olio su tela, 60 × 49 cm, Wallace Collection, Londra
- La Giustizia e la Vendetta divina che perseguitano il Crimine (1808), olio su tela, 244 × 294 cm, museo del Louvre, Parigi[31]
- Il rapimento di Psiche (1808), olio su tela, 195 × 157 cm, museo del Louvre, Parigi[32]
- L'Amour séduit l'Innocence, le Plaisir l'entraîne, le Repentir suit, incompiuto (1809), olio su tela, 98 × 81 cm, museo di belle arti del Canada, Ottawa[33]
- Noces d'Hébé et d'Hercule (1810), olio su carta montata su tela, 12 × 16 cm, museo del Louvre, schizzo per la decorazione per una festa in onore dell'imperatore e dell'imperatrice, al municipio di Parigi, il 10 giugno del 1810[34]
- Ritratto di Maria Luigia, imperatrice dei francesi (attribuito) (1810), museo di belle arti di Chartres[35]
- La madre felice (1810 circa), olio su tela, 24 × 17 cm, Wallace Collection, Londra
- Venere e Adone (1810-1812), olio su tela, 241 × 168 cm, Wallace Collection, Londra
- Ritratto di Louise de Guéhéneuc, duchessa di Montebello (1782-1856) (1810-1814), olio su tela, 55 × 48 cm, collezione privata[36]
- Ritratto del re di Roma (1811), olio su tela, 46 × 56 cm, museo del Louvre, Parigi[37]
- Il barone Vivant Denon (1812), olio su tela, 61 × 51 cm, museo del Louvre, Parigi[38]
- Monsieur Vallet (Salone del 1812), olio su tela, 61 × 50 cm, museo del Louvre, Parigi[39]
- Il giovane Zefiro oscilla sull'acqua, studio in grisaglia, olio su tela, 128 × 97 cm[40]
- Ritratto di Giovanni Battista Sommariva (1813), olio su tela, 210 × 156 cm, pinacoteca di Brera, Milano[41]
- Il giovane Zefiro oscilla sull'acqua (1814), olio su tela, 130 × 98 cm, museo delle belle arti di Digione[42]
- Zefiro (1814 circa), olio su carta montata su tela, 21 × 16 cm, Wallace Collection, Londra
- Portrait de la Duchesse de Vicence (1814 circa), olio su tela, 61 × 50 cm,[43] collezione privata[44]
- La Giustizia e la Vendetta divina che perseguitano il Crimine, replica commissionata da Sommariva (1815-1818), olio su tela, 164 × 198 cm, musée de l'hôtel Sandelin, Saint-Omer[45]
- L'Assunzione della Vergine (1816-1819), olio su tela, 32 × 24 cm, Wallace Collection, Londra
- L'Assunzione della Vergine (1819), olio su tela, 216 × 149 cm, commissionata nel 1816 per la cappella del palazzo delle Tuileries, museo del Louvre, Parigi[46]
- L'anima infrange i legami che l'avvincono alla Terra (1821 circa), schizzo, olio su tela, 33 × 12 cm, museo del Louvre, Parigi[47]
- Madame Jarre (Salone del 1822), olio su tela, 66 × 55 cm, museo del Louvre, Parigi[48]
- Cristo sulla croce (1822), olio su tela, 278 × 165 cm, museo del Louvre, Parigi[1]
- Cristo sulla croce (1823), schizzo, olio su tela, 24 × 16 cm, museo del Louvre, Parigi[49]
- Andromaca e Astianatte, incompiuto, completato post mortem da Charles Boulanger de Boisfrémont (1823-1824), olio su tela, 132 × 170 cm, museo d'Arte Metropolitana, New York[50]

Opere dalla data sconosciuta
- Venere al bagno, olio su tela, 134 × 103 cm, museo del Louvre, Parigi[51]
- L'Assunzione della Vergine, olio su tela, 32 × 24 cm, museo Thomas-Henry, Cherbourg-en-Cotentin[52]
- Minerve éclairant les Sciences et les Arts, olio su tela, 69 × 80 cm, museo delle belle arti di Digione
- Dieu débrouillant le chaos, olio su tela, 29 × 41 cm, museo delle belle arti di Digione
- Ritratto di Charles-Joseph Harpin, pastello su tela, 45 × 36 cm, museo delle belle arti di Digione
- Ritratto di Anne-Marguerite Dobigny, pastello su tela, 45 × 40 cm, museo delle belle arti di Digione
- Allégorie de l’été et de l'Hiver (attribuito), olio su tela, museo di belle arti di Brest
- Minerve éclairant les génies des Arts et des Sciences, ébauche, olio su tela, museo del Louvre, Parigi[53]
- L'Étude guide l'essor du génie, vers 1800, soffitto di una sala del dipartimento di antichità greche, etrusche e romane[54]
- Esquisse pour un portrait de femme avec draperie rouge (vers 1855), musée des Beaux-Arts et d'Archéologie Joseph-Déchelette, Roanne